# San José de Aura
San José de Aura är en ort i Mexiko.   Den ligger i kommunen Progreso och delstaten Coahuila, i den centrala delen av landet, 900 km norr om huvudstaden Mexico City. San José de Aura ligger 475 meter över havet och antalet invånare är 1 219.
Terrängen runt San José de Aura är platt.  Trakten runt San José de Aura är nära nog obefolkad, med mindre än två invånare per kvadratkilometer. Närmaste större samhälle är Minas de Barroterán, 11,4 km nordost om San José de Aura. Omgivningarna runt San José de Aura är i huvudsak ett öppet busklandskap.